# Kanton Grigny
Kanton Grigny je francouzský kanton v departementu Essonne v regionu Île-de-France. Vznikl 24. ledna 1985.

## Složení kantonu
| Obec   | Počet obyvatel (2009) | PSČ   | INSEE       |
| ------ | --------------------- | ----- | ----------- |
| Grigny | 26 860                | 91350 | 91 2 40 286 |